# Tinglado (cobertizo)

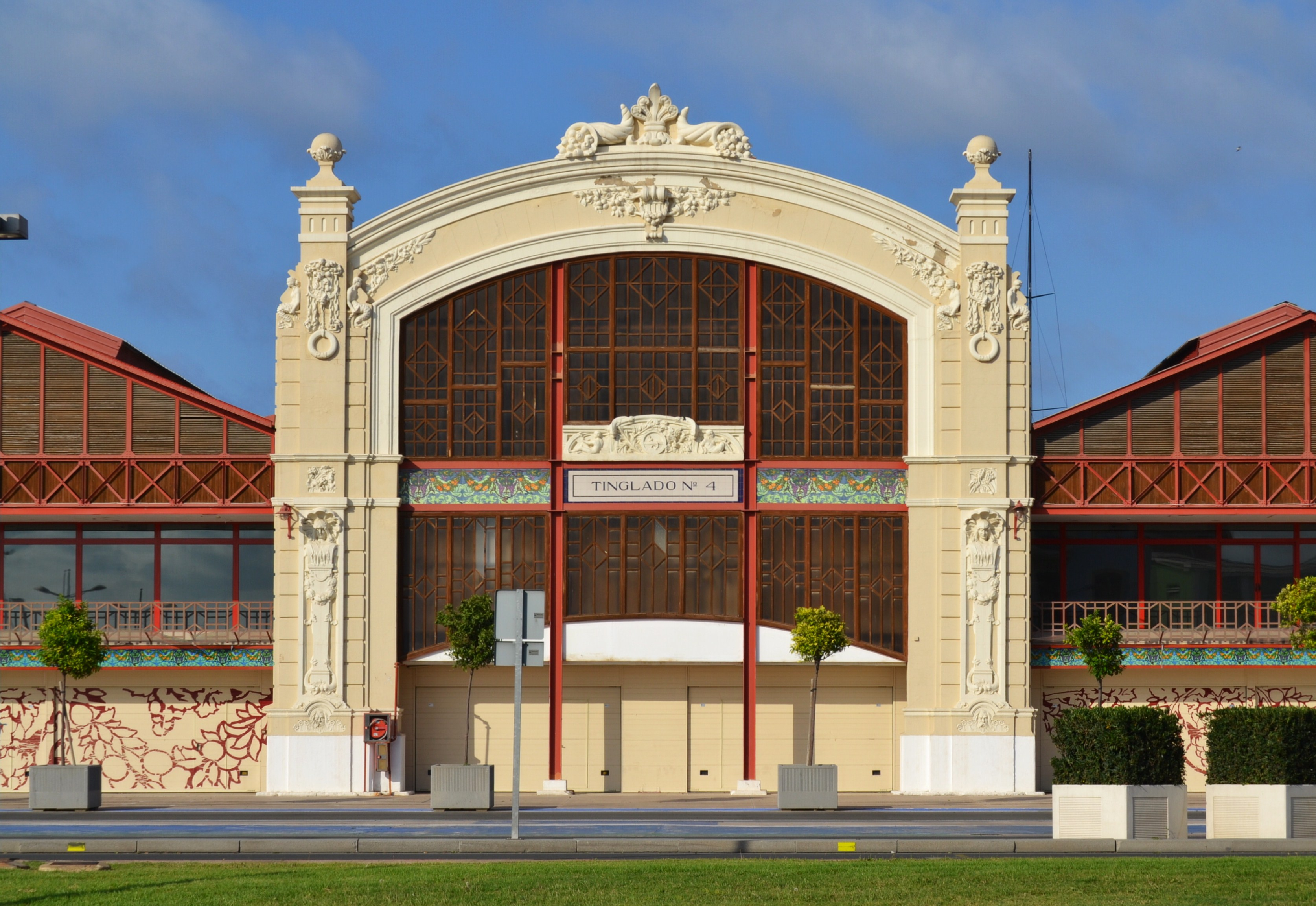
Tinglado nº4 del Puerto de Valencia

Un tinglado (México: tejabán o tejaván) es típicamente una estructura simple, de una sola planta que se utiliza para trabajar al resguardo de los elementos, o como almacenamiento.
Los tinglados varían considerablemente en la complejidad de su construcción y su tamaño, desde pequeñas estructuras de madera con techos de hojalata abiertos por los costados, por ejemplo en un jardín protegiendo leña, a grandes estructuras de metal con techos de tejas cobertizos, ventanas y tomas de corriente, por ejemplo en un astillero protegiendo un barco en construcción. 

## Tipos

### Cobertizos domésticos pequeños

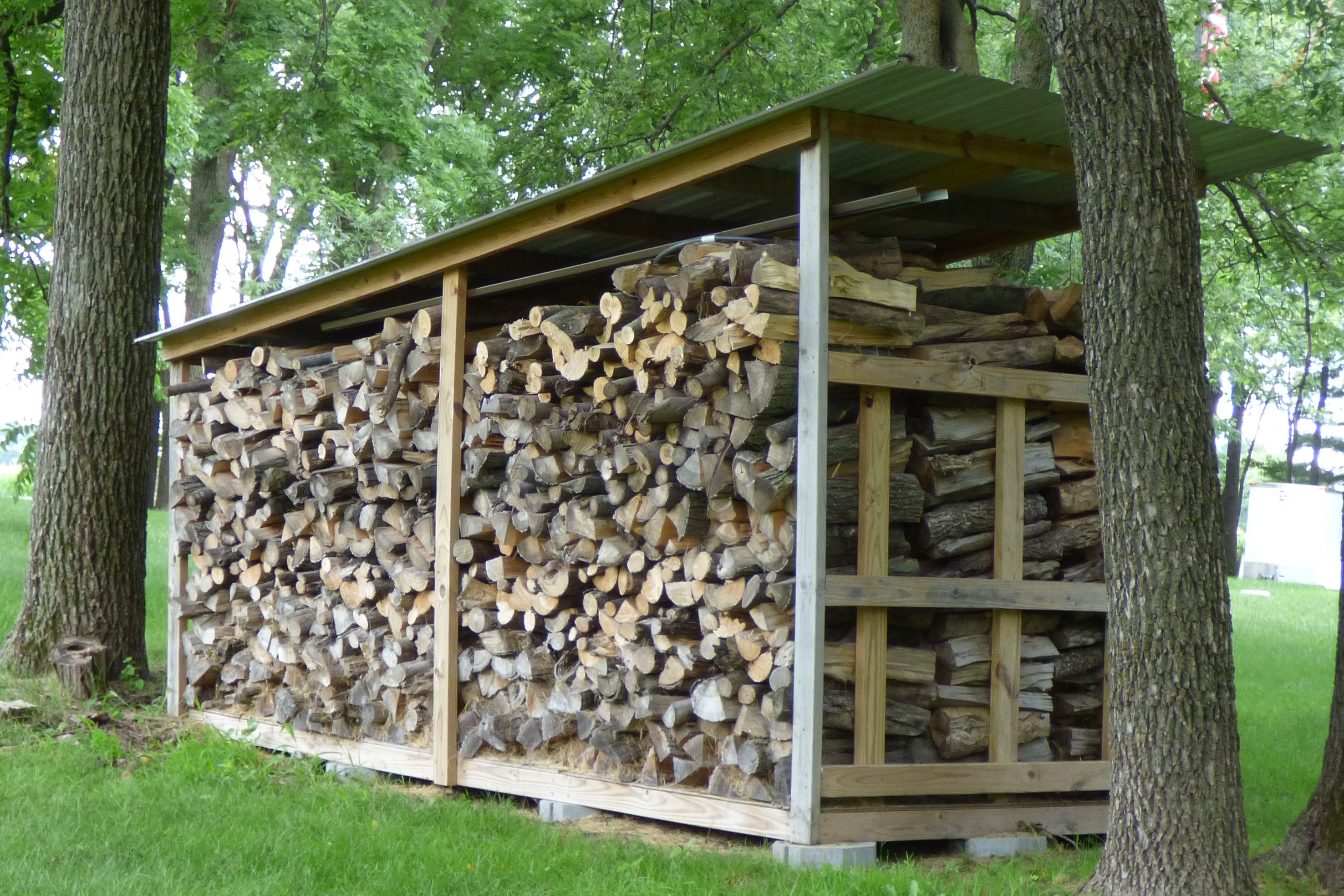
Tinglado de madera

El cobertizo más simple y menos costoso son los que están disponibles en forma de kit. Están disponibles de madera y plástico. Los cobertizos son utilizados para almacenar herramientas del hogar y jardín y equipos como un cortacésped, tractores de césped, y suministros de jardinería.
Además, los cobertizos pueden ser utilizados para almacenar objetos o productos que no son adecuados para el almacenamiento de interior, como gasolina, pesticidas, o herbicidas.
Para las casas con jardines pequeños o necesidades modestas de almacenamiento, hay varios tipos de pequeños cobertizos. Estos incluyen cobertizos en las esquinas, que encajan en una esquina (3’ de altura x 3’ de ancho x 2’ de profundidad) cobertizos verticales (5’ de altura x 3’ de ancho x 4’ de profundidad), cobertizos horizontales (3’ de altura x 5’ de ancho x 4’ de profundidad) y cobertizos para herramientas.
Cuando un cobertizo es utilizado para almacenamiento de herramientas, estantes y ganchos son utilizados a menudo para maximizar el espacio de almacenamiento. Los cobertizos con estilo Grambrel, que se asemejan con el estilo holandés, tiene una línea de techo que aumenta el espacio de almacenamiento. Otro estilo de pequeños cobertizos es el estilo saltbox.

### Cobertizos domésticos grandes
Cobertizos más grandes y más costosos son típicamente construidos de madera e incluye características típicas en la construcción de viviendas, como ventanas, un techo de tejas, y enchufes eléctricos. Cobertizos más grandes ofrecen más espacio para la participación de aficiones como la jardinería, reparación de motores.
Algunos cobertizos tienen pequeños porches o incluyen muebles, que permite ser utilizado para propósitos de relajarse.
En algunos casos, los teletrabajadores y trabajadores a domicilio en general viven en climas templados y utilizan unos cobertizos pequeños o de tamaño medio como oficinas exteriores.
Los propietarios de los cobertizos pueden personalizar los cobertizos de madera para que coincidan con las características (por ejemplo, los revestimientos, las molduras, etc.) de la casa principal. Un número de opciones decorativas pueden ser agregadas a los cobertizos como las claraboyas, persianas, las cajas de flores, los remates y las veletas. Además, opciones prácticas pueden ser agregadas como bancos, rampas, sistemas de ventilación (por ejemplo, en casos donde hay un calentador de piscina en un cobertizo), e iluminación eléctrica. Los cobertizos diseñados para el jardín, a menudo traen ventanas o claraboyas para iluminar, rejillas de ventilación.

### Cobertizos de uso específico
- Cobertizos de jardín — La gran mayoría de los galpones son cobertizos de jardín, incluyendo vertientes. Esta clase de cobertizos incluyen galpones para macetas y cobertizos para herramientas. La mayoría de los jardines son demasiado pequeños para más de un solo cobertizo, con herramientas de jardín.

- Cobertizos de bicicletas — Usualmente contiene un marco en el que las bicicletas pueden ser apoyadas y aseguradas. Los cobertizos de bicicletas tienen estructuras más complejas con paredes y puertas de seguridad.

- Cobertizos de barcos — Son cobertizos de madera que se pueden cerrar y ser construidos cerca de un cuerpo de agua para almacenar pequeñas embarcaciones privadas, trajes de baño, y artículos relacionados. Los cobertizos de barcos son utilizados para clubes de remo y son estructuras grandes para almacenamiento de botes.

- Cobertizos agrícolas

Los cobertizos agrícolas y otras dependencias son utilizadas para almacenar maquinaria agrícola, herramientas, tractores, heno, y suministros, o para caballos, ganado, aves de corral u otros animales de granja. Son estructuras de tres lados con una cara abierta utilizadas para caballos y el ganado.
Los cobertizos de esquila pueden ser grandes cobertizos para ovejas.
- Cobertizos de ferrocarril

Estos cobertizos pueden ser utilizados para el mantenimiento o el almacenamiento de locomotoras de ferrocarril. En Gran Bretaña se les llama también depósitos de fuerza motriz.
Los cobertizos de productos son edificios de tren diseñados para el almacenamiento de mercancías, antes o después del transporte en un tren.
Los cobertizos para nieve de madera son fuertemente construidos o túneles de concreto reforzados que protegen las vías del tren (o caminos) de los aludes.
- Cobertizos varios

En los cuarteles del siglo XIX, los cobertizos eran utilizados como edificios auxiliares para varios propósitos. El cuartel de Artillería Real en Halifax era utilizado como cobertizos de armas, de transporte, como talleres de reparación, de ruedas, de vagones y bodegas.
- Arena

Una estructura simple de techo abierto, o una parte amurallada o totalmente cerrada bajo una zona cubierta. Puede ser utilizado para montar a caballo en lugares ecuestres. Proporciona todos los años de uso con facilidad para la protección de la intemperie.

## Etimología
La raíz de la palabra tinglado proviene del francés antiguo, (siglo XIV) "tingle" que significaba viga o travesaño, compartido por el neerlandés "tingel" por lo que el envigado sencillo, característico de la estructura, fue utilizado para la denominación de la totalidad de la misma.

## Otros significados
El término "tinglado decorado" o "cobertizo decorado" puede también referirse a la categoría de la arquitectura moderna definida por Venturi y Scott-Brown en Aprendiendo de Las Vegas.